# Eumolpus
Eumolpus is een geslacht van kevers uit de familie bladkevers (Chrysomelidae).
De geslachtsnaam Eumolpus, met Johann Gottlieb Kugelann als auteur, is voor het eerst gepubliceerd in 1798 in het werk Verzeichniss der Käfer Preussens, Entworfen von Johann Gottlieb Kugelann, Apotheker in Osterode, Ausgearbeitet von Karl Wilhelm Illiger. Friedrich Weber publiceerde in 1801 een beschrijving van de kenmerken van het geslacht.
De International Commission on Zoological Nomenclature heeft in 2012 in een opinion het auteurschap van Eumolpus aan Weber toegekend. De motivatie hiervoor is dat in het werk van Illiger en Kugelann enkel Europese soorten zijn opgenomen die later vrijwel allemaal in andere geslachten zijn ingedeeld, terwijl Eumolpus tegenwoordig vooral Neotropische soorten omvat, en men vrijwel uitsluitend de beschrijving van Weber uit 1801 gebruikt.

## Soorten
- Eumolpus asclepiadeus Pallas, 1776